# Pereira (Montemor-o-Velho)
Pour les articles homonymes, voir Pereira.
Pereira est une paroisse civile portugaise (en portugais : freguesia) de la municipalité de Montemor-o-Velho dans le district de Coimbra.

## Géographie
Pereira se trouve dans sur la rive sud du Mondego.
La réserve naturelle du marécage d'Arzila (Reserva Natural do Paul de Arzila) est située sur le territoire des paroisses d'Anobra, Taveiro, Ameal e Arzila et Pereira. D'une superficie de 585 ha (dont 239 à Pereira), elle accueille environ 400 espèces végétales et 180 espèces animales (dont 126 oiseaux).

## Démographie
Lors du recensement de 2021, Pereira compte 3 501 habitants.